# Trần Thị Hải Linh
Trần Thị Hải Linh (* 8. Juni 2001 in Gia Lâm, Hanoi) ist eine vietnamesische Fußballspielerin.

## Karriere

### Vereine
Auf Klubebene ist sie seit 2015 beim Hà Nội I WFC.

### Nationalmannschaft
Mit der U19 nahm sie an der Asienmeisterschaft 2019 teil.
Erste Einsätze für die vietnamesische A-Nationalmannschaft sammelte sie ab dem Jahr 2022.
Am 2. Juli 2023 wurde sie für den finalen Kader bei der Weltmeisterschaft 2023 nominiert.